# XXIe dynastie égyptienne
v. 1069 AEC – v. 943 AEC
Entités précédentes :
- XXe dynastie

Entités suivantes :
- XXIIe dynastie

La XXIe dynastie égyptienne(vers 1069-943 av. J.-C.), de la Troisième Période intermédiaire, correspond à la période allant de la fin du Nouvel Empire jusqu'à l'avènement de Sheshonq Ier, qui réunifie à ce moment-là le pays pour une courte période. La XXIe dynastie n'inclut stricto sensu que les rois tanites (du nom de leur capitale) régnant sur le nord du pays. Mais elle peut inclure également de manière plus large les grands prêtres d'Amon régnant depuis Thèbes au sud. D'ailleurs, ces rois tanites et ces grands prêtres font partie de la même famille et forment une sorte de dyarchie.

## Histoire

### Avènement de la dynastie

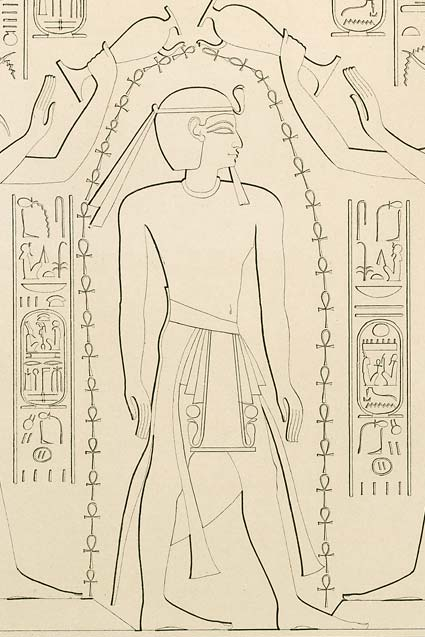
Représentation de Ramsès XI dans le temple de Khonsou à Karnak.

Le règne de Ramsès XI, l'un des plus difficiles à analyser, voit la guerre civile déchirer le pays. En effet, sur fond de rivalité économique, le grand prêtre d'Amon Amenhotep, alors en place depuis l'an 9 de Ramsès IX, est chassé de son poste par le fils royal de Koush Panéhésy. Amenhotep demande alors l'aide du roi Ramsès XI, qui envoie une armée commandée par un général non nommé (probablement Piânkh, bien qu'il puisse s'agir d'Hérihor) qui chasse Panéhésy en Nubie, devenant persona non grata et subissant un damnatio memoriae, et rétablit Amenhotep dans ses fonctions, pour une courte période car il meurt peu après. Ces évènements ont probablement lieu autour des ans 17 et 19 de Ramsès XI.
Après cet évènement, une nouvelle ère commence, nommée Ouhem-mésout, soit « renouvellement des naissances ». Des procès contre les pilleurs de tombres sont organisés au début de la nouvelle ère, présidés par des fonctionnaires royaux comme l'intendant et échanson Yenès, le vizir Nebmaâtrênakht II et le trésorier et chef des greniers Nebmaâtrênakht. Piânkh semble être l'homme fort de cette période à Thèbes, a minima de l'an 6 à l'an 10 de l'ère Ouhem-mésout, soit de l'an 24 à l'an 28 du règne. Il devient d'ailleurs fils royal de Koush après l'expulsion de Panéhésy puis grand prêtre d'Amon au plus tard en l'an VII de l'ère Ouhem-mésout. Il organise d'ailleurs une expédition vers l'an 11 de l'ère Ouhem-mésout pour rencontrer Panéhésy, sans que ce dernier ne soit décrit comme un ennemi. Deux noms de femmes importantes ressortent à cette époque et pouvant chacun appartenir à des homonymes : Nedjemet et Hereret. Le premier nom, Nedjemet, est associé d'une part est à la fois fille d'une Hereret, sœur d'un roi, mère d'un roi, épouse d'Hérihor, d'autre part à une femme liée à Piânkh et son fils Pinedjem Ier sans que le lien exact ne soit clair ; le second nom, Hereret, est associé d'une part - comme indiqué précédemment - à la mère d'un roi et de la première Nedjemet, et d'autre part à l'épouse d'un grand prêtre d'Amon. Piânkh meurt juste après la campagne en Nubie et juste avant la fin du règne de Ramsès XI. 
Hérihor, dont on a parfois fait le prédécesseur de Piânkh, mais à tort semble-t-il, devient l'homme fort de Thèbes. Il reprend l'ensemble des fonctions de Piânkh, y compris les titres de grand prêtre d'Amon et fils royal de Koush. Hérihor fait d'ailleurs décorer la salle hypostyle du temple de Khonsou à Karnak en représentant Ramsès XI, même s'il se présente comme l'égal du roi. Il est à noter qu'aucun des documents de Hérihor ne mentionne de date ou l'ère Ouhem-mésout, ce qui a fait croire à certains qu'il était grand prêtre d'Amon puis roi sous le règne de Ramsès XI.
À la mort discrète de Ramsès XI, vers 1069 avant notre ère, Hérihor continue de régner à Thèbes en tant que grand prêtre d'Amon et fils royal de Koush, tandis que Smendès se proclame roi à Tanis. Ainsi, avec la constitution d'un pouvoir militaro-religieux dans le sud du pays et le maintien d'une monarchie affaiblie au nord, c'est la création d'une véritable dyarchie asymétrique (les grands prêtres d'Amon au sud ne se proclameront rois qu'au début de la période).

### Smendès, successeur deRamsèsXI
Nesbanebdjed Ier ou (Smendès) est donc le fondateur de la dynastie tanite. Mantéthon lui attribue vingt-six ans de règne ; bien qu'aucun document portant son nom ne soit daté, cette durée est probable car des documents thébains utilisant son comput d'années de règne indiquent pour la date la plus haute l'an 25 (voir la stèle du bannissement). Si son origine est inconnue, son nom indique qu'il devait venir de Mendès, en Basse-Égypte. Son épouse, Tentamon semble être liée à la famille royale ramesside, ce qui permettrait de légitimer la prise de pouvoir de Smendès à la mort de Ramsès XI. 

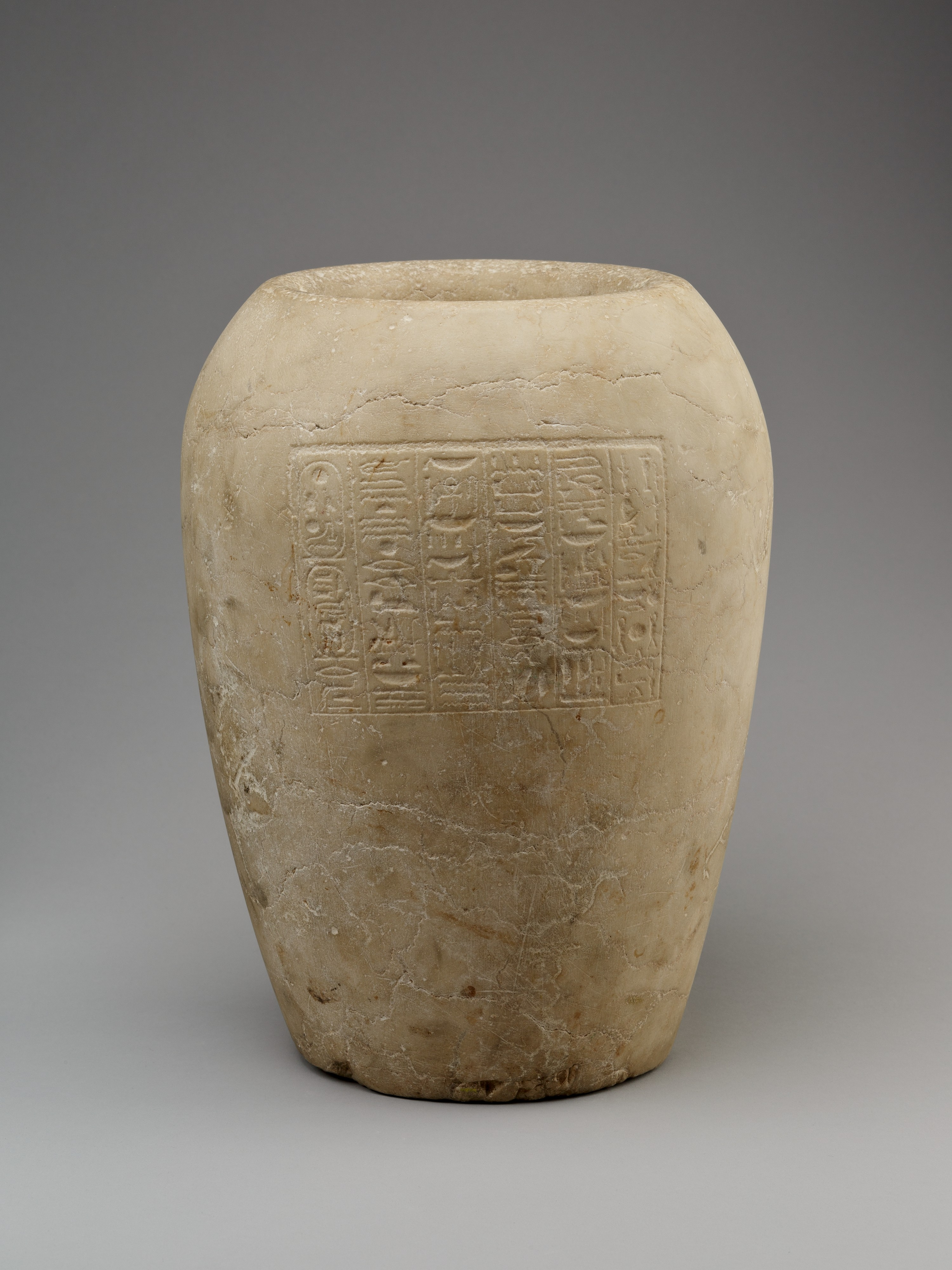
Vase canope au nom de Smendès.

Smendès semble être le fondateur de Tanis. En effet, le Rapport d'Ounamon, rédigé probablement au début de la XXIIe dynastie et rapportant des faits s'étant déroulés en l'an 5 de Smendès, fait de lui le fondateur de la cité avec son épouse Tentamon, qui a dû avoir joué un rôle important pour être ainsi mentionnée dans le document. De plus, la tombe NRT I de la nécropole royale de Tanis semble antérieure à celle de Psousennès Ier, ce qui pourrait faire d'elle la tombe initiale du souverain avant que le roi Osorkon II, ne se l'approprie deux siècles plus tard. Enfin, deux vases canopes du roi ont été trouvés, dont la provenance est inconnue mais qui était probablement Tanis. Le seul texte d'importance du règne est une stèle provenant de Gebelein et portant sur l'exploitation de carrières locales. Elle montre le roi dans son palais de Memphis, alors restée capitale administrative. Un petit relief montrant le roi a été gravé à Karnak-Nord, sur la porte dite de Thoutmôsis Ier, et un vase votif portant son cartouche a été déposé au temple d'Osiris à Abydos.

### Hérihor, roi de Thèbes

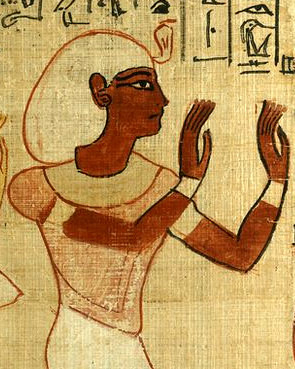
Hérihor dans le Livre des morts de Nedjemet (papyrus BM 10541).

Hérihor est déjà grand prêtre d'Amon à la fin du règne de Ramsès XI. Il continue à occuper ce poste après la mort de Ramsès XI, au moins jusqu'à l'an 6 de Smendès. En effet, les cercueils de Séthi Ier et de Ramsès II portent les procès-verbaux de réenterrement au nom du vizir, général et grand prêtre d'Amon Hérihor de l'an 6 d'un roi non nommé, que la chronologie ne permet d'attribuer qu'à Smendès. En ce même an 6, Pinedjem Ier devient grand prêtre d'Amon, tandis qu'Hérihor devient roi. Il n'a pourtant pas de nom de Nesout-bity, se contentant d'entourer d'un cartouche son titre de premier prophète d'Amon. Il n'utilise pas non plus de comput de ses années de règne, se contentant d'utiliser celui de Smendès. Son règne semble finir en l'an 15 du règne de Smendès, ou un peu avant, car Pinedjem Ier est à ce moment-là roi de Thèbes.
L'activité d'Hérihor se concentre sur la restauration des monuments, dont celle du dromos en face du Xe pylône du temple d'Amon de Karnak, et de la salle hypostyle du même temple. Hérihor est également le commanditaire d'une nouvelle barque pour les processions solennelles d'Amon, évènement qu'il fera représenter sur les parois de la cour du temple de Khonsou, sur lesquelles il se présente en tant que roi. Le voyage entrepris par Ounamon, tel qu'il le décrit dans son rapport, est d'ailleurs destiné à importer du bois de cèdre du Liban à Byblos. Mais le roi lui demande de rapporter ce bois deux fois, les pirates Sikala de la côte palestinienne l'attaquent en chemin, montrant ainsi clairement la perte totale de domination de la région par les Égyptiens.

### PinedjemIer, roi de Thèbes
Pinedjem Ier est le fils du grand prêtre d'Amon Piânkh qui a exercé à la fin du règne de Ramsès XI. Il épouse Hénouttaouy Ire, fille royale dont la mère se nomme Tentamon et dont le royal père doit être Smendès — et non Ramsès XI comme il a parfois été suggéré —. Avec cette dernière, ils auront plusieurs enfants dont le généralissime et grand prêtre d'Amon Menkhéperrê, la divine adoratrice d'Amon Maâtkarê, le roi Psousennès Ier et la grande épouse royale Moutnedjemet et peut-être le grand prêtre d'Amon Masaharta ou bien Djedkhonsouefânkh, deux fils du roi et grands prêtres d'Amon dont on ne connaît pas la mère. Pinedjem a également pour épouse une certaine Isetemkheb Ire, qui pourrait être la mère de l'un de ces deux grands prêtres. Pinedjem Ier a également une fratrie puissante : ses frères Héqamaât, Héqaâa et Ânkhefenmout sont respectivement deuxième prophète d'Amon, prêtre-sem du Ramesséum et intendant du domaine d'Amon.
Pinedjem Ier est attesté en Haute-Égypte d'El Hibeh, où se trouve une forteresse, à Séhel. Il a fait restauré le secteur du palais royal dans le temple funéraire de Ramsès III à Médinet Habou, où il résidait probablement lorsqu'il séjournait à Thèbes. Il fait restaurer à Médinet Habou les momies royales du Nouvel Empire pour les réinhumer dans certaines tombes, comme celle de Séthi Ier et celle de Amenhotep II. Un changement culturel important concerne le culte d'Amon du petit temple de Djémé datant de la XVIIIe dynastie, s'orientant vers un culte funéraire d'une forme primordiale d'Amon dont ce petit temple serait le tombeau. Pinedjem Ier réorganise les voies processionnelles à Karnak et fait installer des sphinx à tête de bélier en avant des temples d'Amon et de Khonsou. Son épouse Hénouttaouy Ire préside quant à elle des changements dans le temple de Mout et fait installer des statues de Sekhmet probablement prises au temple funéraire d'Amenhotep III.

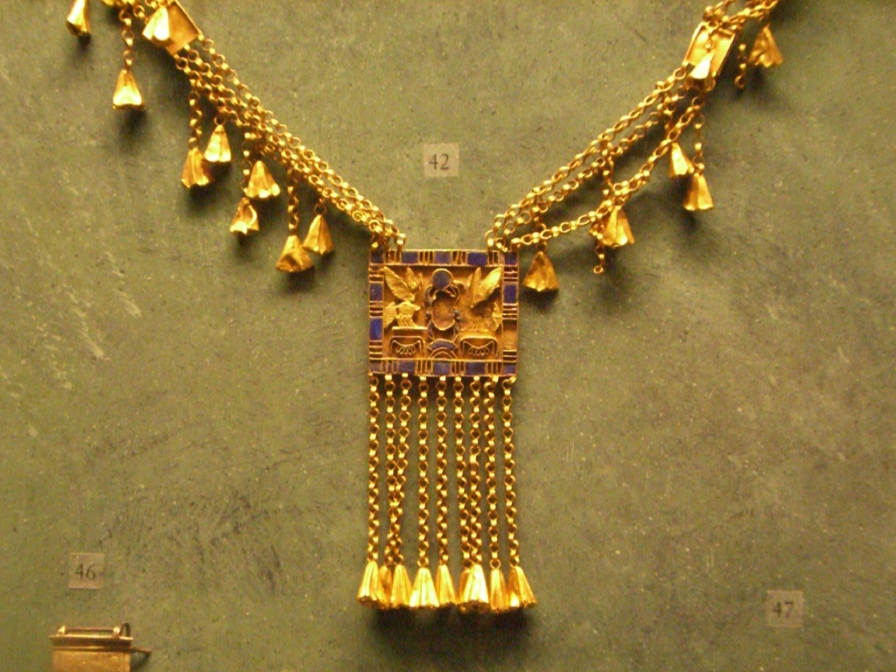
Pectoral au nom de Pinedjem Ier – Musée du Louvre.

Au plus tard en l'an 15 de Smendès, son fils Masaharta est nommé grand prêtre d'Amon. Il fait construire une porte dans au nord de la cour du IXe pylône du temple d'Amon de Karnak. Puis le second fils de Smendès Djedkhonsouefânkh lui succède sur une très courte période de temps, et enfin son troisième fils Menkhéperrê, qui restera en place pendant près de cinq décennies. Il est à noter que des troubles ont lieu vers la fin du règne de Smendès, soit au début du pontificat de Menkhéperrê, menant à l'expulsion de rebelles vers les oasis au début du règne d'Amenemnesout.

### Amenemnesout

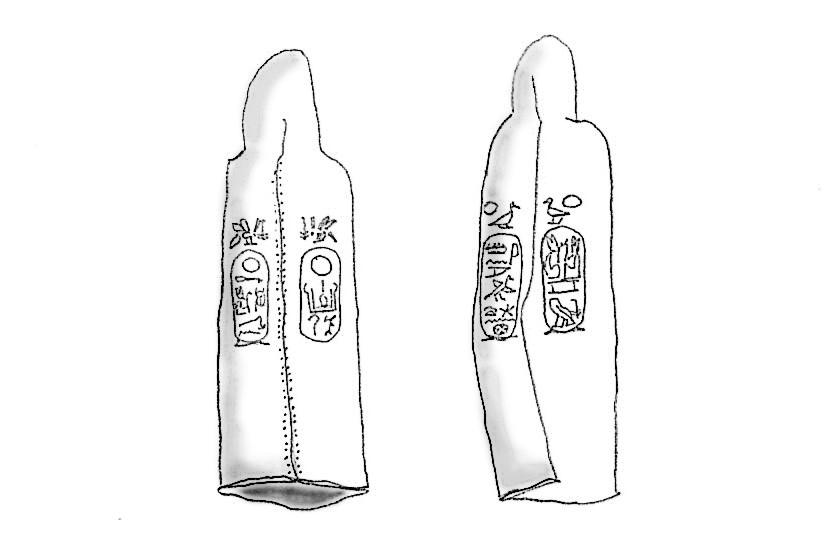
Dessin de deux embouts d'arc portant chacun les cartouches de Psousennès Ier (à gauche) et Amenemnesout (à droite).

On ne sait pratiquement rien du règne d'Amenemnesout. Il n'est connu que par quatre documents, dont ceux de la tombe de Psousennès Ier. Son positionnement chronologique fait également débat, car Mantéthon, qui lui accord quatre ans de règne, le place après Psousennès Ier, alors que la stèle d'Ânkhefensekhmet indiquerait, selon l'interprétation la plus admise, que le règne est à placer avant Psousennès Ier, même si cette interprétation n'est pas certaine. Malgré tout, les éléments contemporains de cette période ne laissent pas de place pour un règne entre Psousennès Ier et Amenemopet. Si Amenemnesout est bien situé entre Smendès et Psousennès Ier, alors il est probablement un fils de Smendès, ce qui ferait de lui un oncle de Psousennès Ier. Il est en tout cas un roi tanite, car seuls les rois de Basse-Égypte sont cités par Manéthon, malgré l'épithète souverain de Thèbes que porte Amenemnesout, marquant plutôt l'influence du culte d'Amon à cette période, ce que son nom de Sa-Rê, Amenemnesout, montre aussi.
Pendant son court règne, Thèbes émerge d'une période de troubles politiques comme l'atteste la stèle du bannissement qui indique des troubles en l'an 25 de Smendès et l'exil des rebelles dans les oasis entre les ans 1 et 3.

### PsousennèsIer
Psousennès Ier (ou Pasebakhaienniout Ier) est le roi le plus connu de la dynastie, bien qu'il reste malgré tout assez obscur. Il est le fils du roi de Thèbes Pinedjem Ier et de la reine Hénouttaouy Ire, elle-même fille de Smendès. Psousennès Ier était donc lié aux deux familles principales du pays : les rois du nord et les rois-prêtres du sud. Il a deux épouses : sa sœur Moutnedjemet et une certaine Ouiay. Si ses parents sont connus, ses descendants beaucoup moins : seul un fils, nommé Ânkhefenmout et enterré avec lui à Tanis et sa fille Isetemkheb, qu'il a eue avec Ouiay, sont connus avec certitude, cette dernière épouse d'ailleurs son oncle Menkhéperrê, frère de Psousennès Ier, leurs descendants formant la dynastie des grands prêtres d'Amon. Son successeur Amenemopet est probablement son fils mais ceci n'est pas certain. Monté relativement jeune sur le trône, Mantéthon lui accorde quarante-six ans de règne, ce qui est faux mais proche de la réalité, la plus haute date connue étant l'an 49.
Psousennès Ier semble avoir eu un rôle décisif dans la création de la nouvelle capitale Tanis, même s'il est probable que la ville existait dès le règne de Smendès. Cette ville était considérée comme une Thèbes du nord : ainsi, Psousennès a fait construire les premiers états des temples d'Amon et de Mout (états dont il ne reste presque rien) ainsi que l'enceinte du temple d'Amon, de quinze mètres d'épaisseur et de trente mètres de haut, à l'allure clairement défensive, signe des temps. Le roi utilise pour cette fondation les matériaux de la ville de Pi-Ramsès, alors en voie d'abandon, dont des sphinx du Moyen Empire déjà remployés par les Ramsès. Le roi y est également connu pour sa tombe inviolée et le trésor qu'elle renfermait. Ailleurs, le roi fonde à Gizeh une chapelle d'Isis, la Dame des pyramides, une statue usurpée de Tell Tinnis lui appartient tandis qu'un bloc de Tell el-Dab'a pourrait lui appartenir.

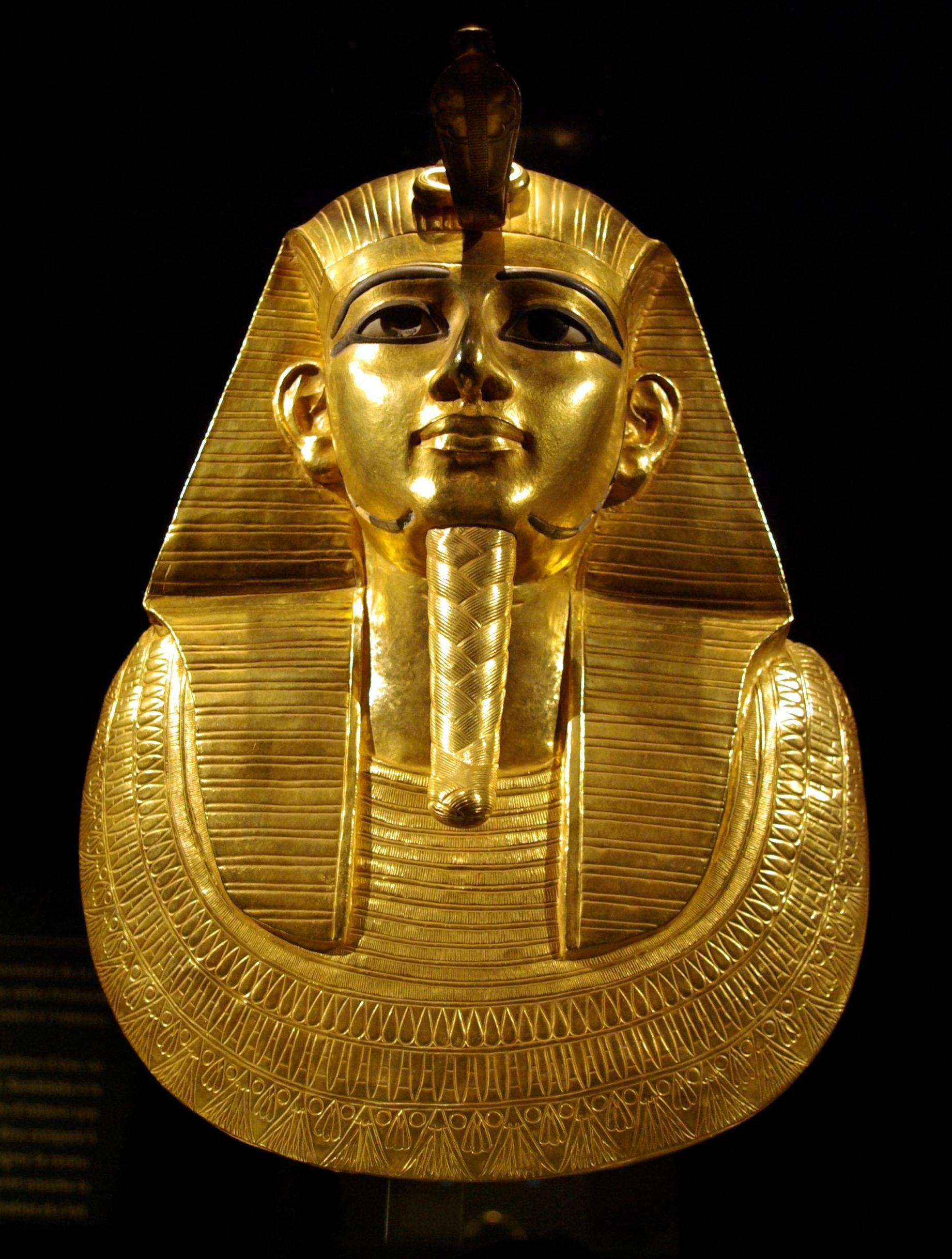
Masque funéraire en or de Psousennès Ier découvert sur sa momie à Tanis par Pierre Montet en 1940.

Lorsque Psousennès Ier monte sur le trône, son père Pinedjem Ier est encore roi à Thèbes, tandis que son frère Menkhéperrê est grand prêtre d'Amon. Si Pinedjem Ier disparaît quelque temps plus tard, Menkhéperrê ne prend pas sa place en tant que roi mais reste grand prêtre d'Amon jusqu'à la fin du règne de Psousennès (bien que son nom soit parfois entouré d'un cartouche et qu'il ait peut-être utilisé le comput des années de règne de son frère à son profit). En plus des troubles ayant eu lieu au début du règne de son prédécesseur, les Libyens et les bandes de bédouins du désert environnant continuent de menacer la vallée du Nil (ce phénomène perdurera jusqu'à la XXIIe dynastie). Ainsi, Pinedjem Ier fait construire ou rénover des fortifications, comme celles de Gebelein et Higazeh, tandis que Menkhéperrê restaure l'enceinte du temple d'Amon. C'est le troisième prophète d'Amon Âakhéperrê, qui était également fils royal de Koush, qui s'occupait des affaires nubiennes. 
Dans la cour du Xe pylône de Karnak, Menkhéperrê et son fils Smendès II, alors deuxième prophète d'Amon et héritier de son père, font installer une dalle à leurs noms, marquant peut-être l'emplacement d'un sol en argent recevant la barque sacrée lors des processions oraculaires peh-netjer. En l'an 40, une grande inspection des temples thébains est effectuée par le quatrième prophète d'Amon, Tjanéfer, gendre de Menkhéperrê et plus tard troisième prophète d'Amon. Un décret gravé dans la cour du temple de Khonsou semble évoquer des réparations financières en faveur du personnel du domaine d'Amon, qui avait été floué pendant des troubles, indiquant que l'insécurité régnait de manière endémique dans la région.

### Amenemopet

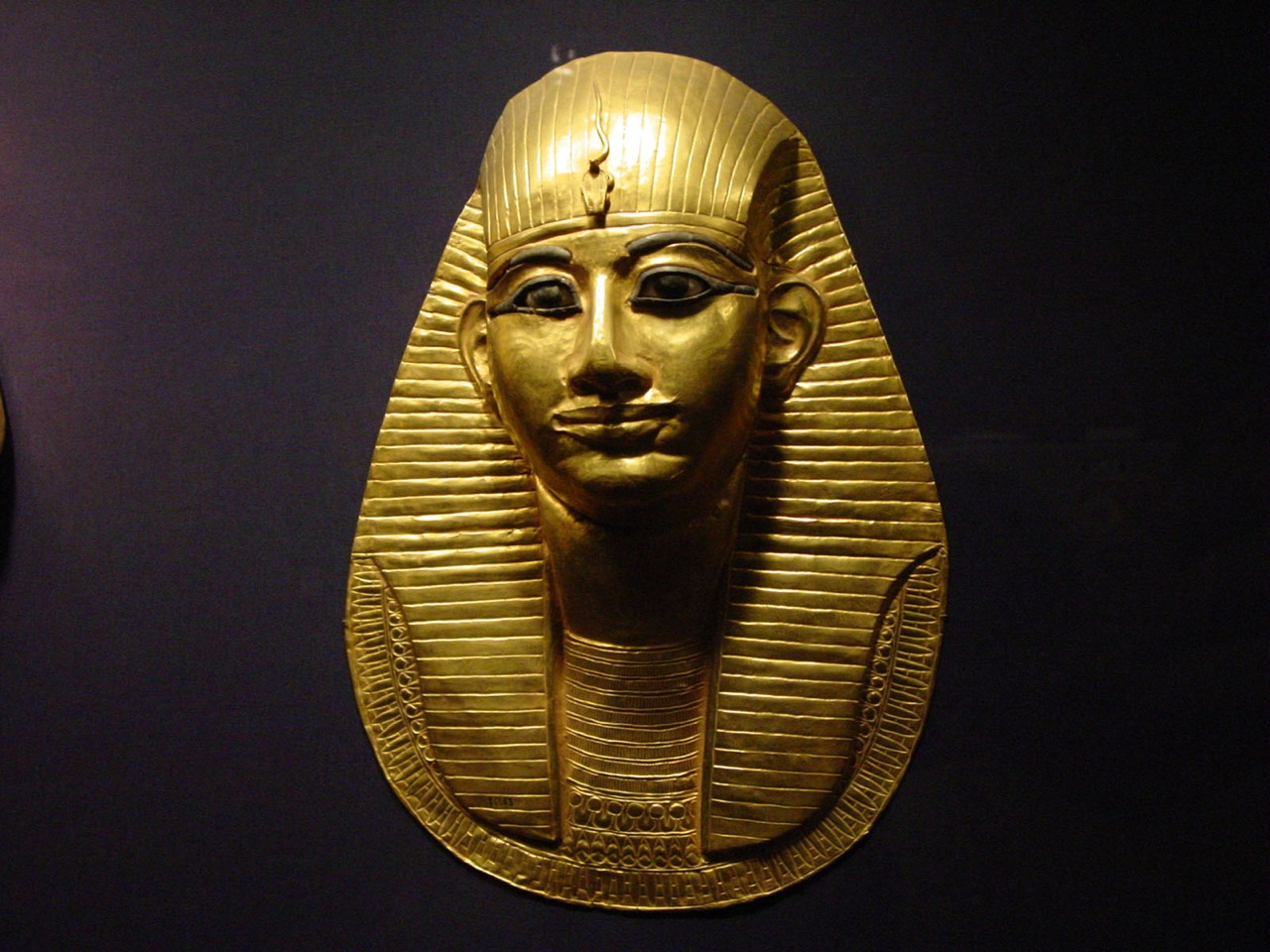
Masque funéraire en or d'Amenemopet trouvé dans son sarcophage à Tanis.

Amenemopet est un roi assez obscur qui succède au long règne de Psousennès Ier. C'est peut-être le fils de ce dernier, mais ce n'est pas certain. En tout cas, l'analyse de sa momie montre qu'il était âgé à sa mort, ce qui expliquerait d'ailleurs la brièveté de son règne. Mantéthon indique neuf ans de règne, ce que la documentation contemporaine semble confirmer, la plus haute date conservée étant l'an 8. Aucun évènement ayant marqué son règne n'est connu, mais son nom a été trouvé un peu partout en Égypte : à Tanis, des décorations de plusieurs temples portent son nom ; du côté de Memphis, plus particulièrement à Gizeh, il fait poursuivre la décoration de la chapelle d'Isis, la Dame des pyramides, qui avait été initiée sous le règne de Psousennès Ier ; dans l'enceinte de Mout à Karnak, des sphinx à tête de bélier sont gravés à son nom.
Le frère de Psousennès Ier, le grand prêtre d'Amon Menkhéperrê, semble avoir survécu de peu à son frère. Son fils, Nesbanebdjed II (ou Smendès II), lui succède mais pour une courte période. En effet, dès l'an 3 du règne d'Amenemopet, c'est son frère Pinedjem II qui devient grand prêtre d'Amon, et ce jusqu'au règne de Siamon. Il semble qu'à partir du règne d'Amenemopet, la puissance des grands prêtres d'Amon diminue tandis que celle des rois tanites s'accroît.

### Osorkon l'ancien

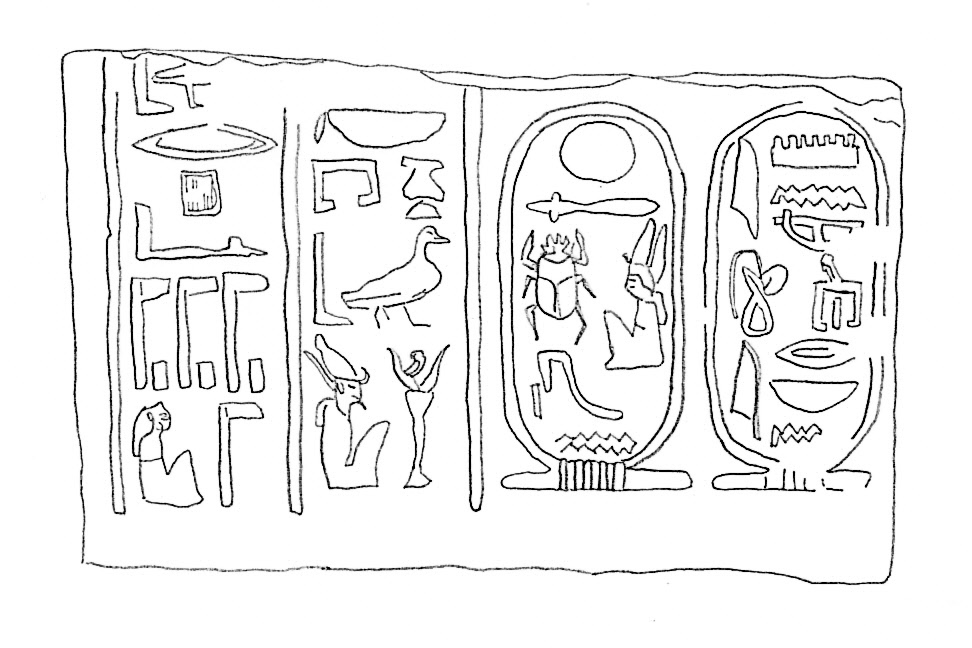
Dessin d'un bloc portant le nom d'Osorkon l'ancien.

Osorkon, dit l'ancien, est un roi assez obscur, dont le règne a pendant longtemps été remis en cause. Il ne semble pas lié directement à la famille régnante, mais être le précurseur de la XXIIe dynastie en tant qu'oncle de son fondateur Sheshonq Ier. Il est issu d'une famille de militaires d'origine libyenne (les Mâchaouach), devenue très puissante en cette fin de XXIe dynastie. Si Mantéthon lui accorde six ans de règne, la date la plus haute est l'an 2, attestée sur les annales des prêtres de Karnak. Une autre attestation du roi se trouve à Atfieh, où un relief le représente faisant offrande aux dieux, indiquant peut-être qu'il faisait attention aux temples locaux même en cette période difficile. Il est possible que les quelques documents au nom d'Âakhéperrê Osorkon datent de son règne, et non pas de celui d'Osorkon IV bien plus tardif. À sa mort, ce n'est pas son frère Nimlot qui lui succède, mais Siamon .

### Siamon

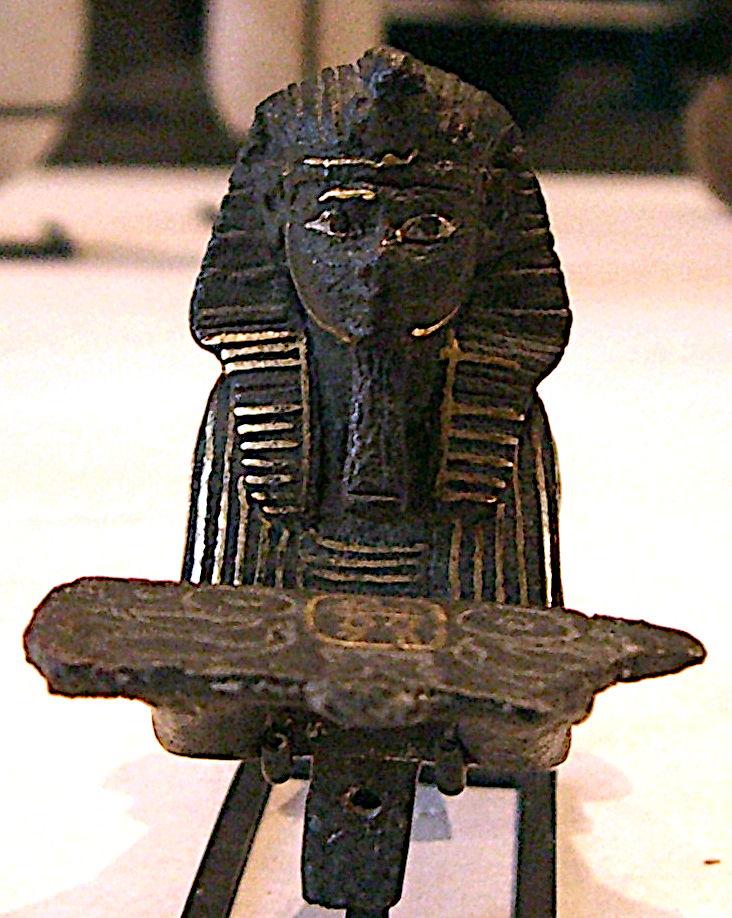
Sphinx en bronze de Siamon – Musée du Louvre.

Siamon a laissé plus de traces que ses prédécesseurs. Elles indiquent un déploiement inédit d'activités à travers tout le pays depuis le règne de Psousennès Ier. Si rien n'est connu de ses origines, son nom amonien le rattache sans conteste à ses prédécesseurs (Amenemnesout, Amenemopet, Psousennès). Mantéthon lui attribue neuf ans de règne, mais ceci est contredit par la documentation (stèle privée datée de l'an 16 à Memphis et deux inscriptions datées de l'an 17 à Karnak et Abydos). Une durée de dix-neuf ans est plus probable.
L'activité constructrice du roi se répartit sur toute la Basse-Égypte. À Tanis, il élève le premier pylône du temple d'Amon et fait bâtir une enceinte pour le temple de Mout. Son nom se trouve aussi sur des sphinx usurpés et sur des reliefs. À Memphis, le grand prêtre de Ptah Pépi B Netjerkhéperrê Méryptah (en) fait édifier au nom du roi une chapelle dédiée à Ptah et à Amon maître du lapis-lazuli. Des blocs au nom du roi ont également été trouvés à Héliopolis et à Khatâna.
En Haute-Égypte, et particulièrement à Thèbes, son nom est cité dans des inscriptions, mais il est difficile de savoir si cette activité est due à la volonté propre de Siamon ou s'il s'agit de celle du grand prêtre d'Amon, à savoir Pinedjem II, jusqu'à l'an 10 et le fils de ce dernier Psousennès III après cette date. En l'an 5, Pinedjem II fait inhumer son épouse Neskhons dans la tombe DB320 à Deir el-Bahari. La succession de cette épouse fait l'objet en l'an 8 d'un décret oraculaire sur le Xe pylône du temple d'Amon à Karnak. C'est sous l'autorité de Pinedjem II qu'est effectué en l'an 10 le transfert des momies de Ramsès Ier, Séthi Ier et Ramsès II vers la tombe encore non localisée de la reine Ahmès-Inhapy. C'est sous le règne de Siamon que meurt Maâtkarê, divine adoratrice d'Amon et fille de Pinedjem Ier, et que Hénouttaouy lui succède.
Le règne de Siamon marque probablement le retour de l'Égypte sur la scène internationale : un relief découvert à Tanis montre le roi massacrant des ennemis à l'allure égéenne (probablement des Philistins). Mais Nimlot, frère d'Osorkon l'ancien, mène aussi une expédition dans le pays du dieu, probablement à situer au Levant. Enfin, la Bible indique (I Rois, 9, 6) que Pharaon a pris la ville de Gezer pour l'offrir en dot à sa fille qui devait épouser Salomon. Si la véracité du récit est difficile à établir, la chronologie d'un tel évènement désignerait le règne de Siamon ou de son successeur Psousennès II.

### PsousennèsII
Psousennès II (ou Pasebakhaienniout II) est très mal connu. Mantéthon indique quatorze ans de règne pour ce roi, ce que semblent attester les divers documents datant de son règne : un texte des annales sacerdotales daté de l'an 11 d'un Psousennès ne peut que lui correspondre, tandis que des bandelettes de momies thébaines indiquent  l'an 13 pour la datation la plus élevée. Rien n'est connu de ses origines, il est peut-être le fils de son prédécesseur Siamon, mais cela reste à démontrer. Sous son règne, par l'action du grand prêtre d'Amon Psousennès III déjà en poste sous le règne de Siamon, les activités se multiplient sur la rive ouest de Thèbes pour protéger les tombeaux des pillages.

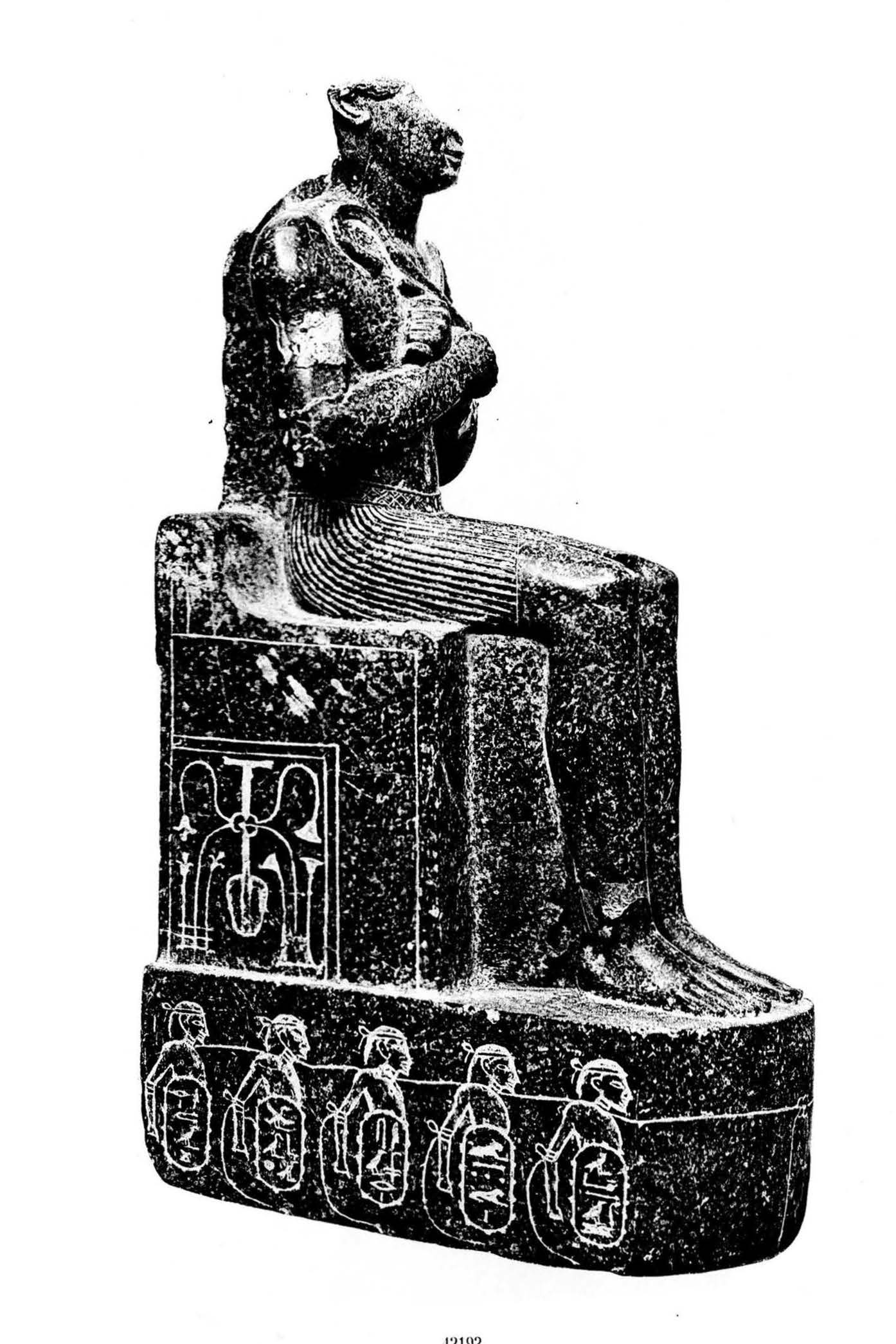
Statue de Thoutmôsis III usurpée par Psousennès II - Musée égyptien du Caire, CG 42192 / JE 37005.

Les personnages les plus importants du royaume sont alors le grand prêtre d'Amon Psousennès III et surtout la famille d'Osorkon l'ancien : son frère, le grand chef des Mâ Nimlot, le fils de Nimlot, le grand chef des Mâ Sheshonq (le futur roi Sheshonq Ier) et le fils de Sheshonq, le chef des archers du roi Osorkon (le futur roi Osorkon Ier). Cette famille est la plus puissante du royaume à ce moment-là, et obtient d'ailleurs du roi l'établissement d'un culte à Abydos pour Nimlot lorsque ce dernier meurt au cours du règne (c'est probablement à cette occasion que Psousennès II et Psousennès III ont laissé leurs titulatures dans le temple funéraire de Séthi Ier, et des jarres votives près du tombeau d'Osiris dans la nécropole d'Oumm el-Qa'ab). 
La fille de Psousennès II, nommée Maâtkarê et à qui Psousennès II dédie une inscription oraculaire sur le VIIe pylône du temple d'Amon à Karnak, épouse le chef des archers du roi Osorkon. Celui-ci deviendra plus tard le roi Osorkon Ier, avec qui elle aura un fils, Sheshonq, qui sera grand prêtre d'Amon à Thèbes. À la mort de Psousennès II, la puissance de la famille de Sheshonq Ier et les liens familiaux permettent à ce dernier de se proclamer roi et légitime successeur de Psousennès II, inaugurant ainsi la XXIIe dynastie.

## État, société, culture
La XXIe dynastie est une période de transition entre l'époque ramesside et la XXIIe dynastie, qui sera un renouveau en comparaison de cette XXIe dynastie. Cette époque est paradoxale par certains aspects : d'un côté, le style monumental et la qualité des trésors royaux trouvés à Tanis montrent une certaine continuité avec la période précédente ; de l'autre, la division du pays, les troubles continus, les pillages réguliers des nécropoles, la multiplication des fortifications, la forte raréfaction de la documentation montrent qu'il s'agit d'une période de crise profonde, à la fois politique, économique et sociale.

### Théocratie
La crise politique profonde de la fin de l'époque ramesside entraîne une remise en cause du modèle du roi tout puissant, garant de la Maât. C'est l'avènement d'une sorte de théocratie, où le seul vrai roi d'Égypte est le dieu Amon-Rê lui-même, dont l'origine remonte dans les évolutions théologiques de l'époque ramesside, commencée à partir de la fin de la crise amarnienne. Ainsi, Amon-Rê, roi des dieux et dont le nom est parfois entouré d'un cartouche, devient roi au-dessus du roi, qui est rétrogradé en tant que serviteur du démiurge. Les serviteurs directs du dieu, les grands prêtres d'Amon, s'arrogent alors des prérogatives royales. Il est à noter qu'ils viennent de familles de militaires s'étant appropriées les charges sacerdotales comme légitimation de leur pouvoir et en tant qu'outil politique. Les décisions sont prises par des oracles, qui distribuent châtiments et récompenses. Des décrets oraculaires concernant les héritages des personnes de l'élite, comme Maâtkarê, mais aussi le maintien en poste d'un grand intendant d'Amon très contesté, nommé Dhéhoutymès à l'époque de Pinedjem II accentuent la faiblesse du pouvoir royal. Des prérogatives royales sont également utilisées par des particuliers, comme l'usage du décorum royal dans les représentations de certains membres de l'élite (emploi du cartouche par Menkhéperrê par exemple) ou encore la diffusion de certains éléments du Livre des Morts à l'élite. L'hypogamie des princesses, présente à l'Ancien Empire, n'est attestée ni au Moyen Empire ni au Nouvel Empire, mais revient en force dès le début de la dynastie, avec le mariage de princesses avec des membres de l'élite, et se poursuivra pendant la XXIIe dynastie.

### Administration
À la cour royale tanite, la haute administration des Ramsès semble perdurer : des hauts fonctionnaires sont attestés en Basse-Égypte, particulièrement dans la nécropole de Tanis. À l'inverse, dans le sud, l'administration passe sous la coupe de celle du temple d'Amon de Karnak. Toutefois, l'administration locale tend à relever de plus en plus des temples locaux, entraînant une décentralisation de plus en plus accrue et préfigurant la politique d'apanages de Sheshonq Ier au début de la XXIIe dynastie.

### Évolutions économiques et sociales
La crise profonde et durable qui a débuté à l'époque ramesside et l'incursion répétée de bandes de Libyens dans la vallée du Nil entraînent une insécurité permanente et la construction de nombreuses forteresses. La pauvreté, devenue importante et due en partie aux bouleversements économiques engendrés par l'évolution géopolitique de la période (perte de la Nubie et du Levant, changements géopolitiques radicaux dans l'ensemble du Proche et du Moyen-Orient) entraîne des pillages répétés, et même le réemploi régulier des éléments de mobiliers funéraires, y compris pour les rois.
Ceci mène par ailleurs à un mouvement que l'on peut nommer piété personnelle, où le commun des mortels passe par lui-même, et non plus par les temples ou le roi, pour interagir avec les dieux. Cela entraîne une évolution dans l'onomastique : l'individu devient par exemple un don du dieu (Pa-di-[nom du dieu concerné][Lequel ?]). Il appartient au dieu (Nésy-[nom du dieu][Qui ?], Pa-en-[dieu concerné][Qui ?]), ou encore sa naissance a été proclamée par le dieu (Djed-[dieu]-iouef-ânkh).
Un autre changement observé est l'évolution de la famille. Auparavant large et horizontale, elle devient verticale, issue d'un lignage : ainsi, la place dans la société repose moins sur le réseau que sur l'hérédité. Ceci sera illustré à merveille pendant la XXIIe dynastie par les stèles exposant les longues lignées de tel ou tel individu, comme la stèle de Pasenhor ou celle d'Ânkhefensekhmet.

## Pharaons de laXXIedynastie
La chronologie suivante est issue de l'ouvrage de Frédéric Payraudeau. Il faut prendre en compte que la situation chronologique de Hérihor est encore débattue, certains le plaçant avant Piânkh, sous le règne de Ramsès XI, même si cette position plus précoce est aujourd'hui jugée moins probable.
|                                         |                         |        |                                                                            |                                        |  |  |  |  |  |  |  |  |  |  |  |  |  |  |  |
| Rois de Tanis                           |                         |        |                                                                            |                                        |  |  |  |  |  |  |  |  |  |  |  |  |  |  |  |
|                                         |                         |        |                                                                            |                                        |  |  |  |  |  |  |  |  |  |  |  |  |  |  |  |
| Nesbanebdjed Ier ou Smendès Ier         | v. 1069 à 1043 AEC      | Tanis  | Nécropole royale de Tanis ?                                                | ?                                      |  |  |  |  |  |  |  |  |  |  |  |  |  |  |  |
| Amenemnesout                            | v. 1043 à 1039 AEC      | Tanis  | Nécropole royale de Tanis ?                                                | ?                                      |  |  |  |  |  |  |  |  |  |  |  |  |  |  |  |
| Psousennès Ier ou Pasebakhaienniout Ier | v. 1039 à 991 AEC       | Tanis  | Intacte : Nécropole royale de Tanis, NRT III                               | Réduite à l'état de squelette          |  |  |  |  |  |  |  |  |  |  |  |  |  |  |  |
| Amenemopet                              | v. 991 à 981 AEC        | Tanis  | Partiellement pillée : Nécropole royale de Tanis, NRT IV puis NRT III      | Réduite à l'état de squelette          |  |  |  |  |  |  |  |  |  |  |  |  |  |  |  |
| Osorkon l'ancien                        | v. 981 à 975 AEC        | Tanis  | ?                                                                          | ?                                      |  |  |  |  |  |  |  |  |  |  |  |  |  |  |  |
| Siamon                                  | v. 975 à 957 AEC        | Tanis  | Pillée : Nécropole royale de Tanis, NRT IV? puis NRT III                   | Réduite à l'état de squelette          |  |  |  |  |  |  |  |  |  |  |  |  |  |  |  |
| Psousennès II ou Pasebakhaienniout II   | v. 957 à 943 AEC        | Tanis  | Pillée : Nécropole royale de Tanis, tombe originelle inconnue puis NRT III | Réduite à l'état de squelette          |  |  |  |  |  |  |  |  |  |  |  |  |  |  |  |
|                                         |                         |        |                                                                            |                                        |  |  |  |  |  |  |  |  |  |  |  |  |  |  |  |
| Rois de Thèbes                          |                         |        |                                                                            |                                        |  |  |  |  |  |  |  |  |  |  |  |  |  |  |  |
|                                         |                         |        |                                                                            |                                        |  |  |  |  |  |  |  |  |  |  |  |  |  |  |  |
| Hérihor                                 | v. 1063 à 1054 AEC      | Thèbes | Thèbes                                                                     | ?                                      |  |  |  |  |  |  |  |  |  |  |  |  |  |  |  |
| Pinedjem Ier                            | v. 1054 à 1032 AEC      | Thèbes | Deir el-Bahari, DB320                                                      | Intacte, aujourd'hui au Musée du Caire |  |  |  |  |  |  |  |  |  |  |  |  |  |  |  |
|                                         |                         |        |                                                                            |                                        |  |  |  |  |  |  |  |  |  |  |  |  |  |  |  |
| Grands prêtres d'Amon de Thèbes         |                         |        |                                                                            |                                        |  |  |  |  |  |  |  |  |  |  |  |  |  |  |  |
|                                         |                         |        |                                                                            |                                        |  |  |  |  |  |  |  |  |  |  |  |  |  |  |  |
| Piânkh                                  | v. 1081 à 1071/1070 AEC | Thèbes | Thèbes                                                                     | ?                                      |  |  |  |  |  |  |  |  |  |  |  |  |  |  |  |
| Hérihor                                 | v. 1071/1070 à 1063 AEC | Thèbes | Thèbes                                                                     | ?                                      |  |  |  |  |  |  |  |  |  |  |  |  |  |  |  |
| Pinedjem Ier                            | v. 1063 à 1054 AEC      | Thèbes | Deir el-Bahari, DB320                                                      | Intacte, aujourd'hui au Musée du Caire |  |  |  |  |  |  |  |  |  |  |  |  |  |  |  |
| Masaharta                               | v. 1054 à 1046 AEC      | Thèbes | Deir el-Bahari, DB320                                                      | Intacte, aujourd'hui au Musée du Caire |  |  |  |  |  |  |  |  |  |  |  |  |  |  |  |
| Djedkhonsouefânkh                       | v. 1046 AEC             | Thèbes | Thèbes ?                                                                   | ?                                      |  |  |  |  |  |  |  |  |  |  |  |  |  |  |  |
| Menkhéperrê                             | v. 1046 à 990 AEC       | Thèbes | Deir el-Bahari, MMA 60                                                     | ?                                      |  |  |  |  |  |  |  |  |  |  |  |  |  |  |  |
| Nesbanebdjed II ou Smendès II           | v. 990 à 988 AEC        | Thèbes | Thèbes                                                                     | ?                                      |  |  |  |  |  |  |  |  |  |  |  |  |  |  |  |
| Pinedjem II                             | v. 988 à 966 AEC        | Thèbes | Deir el-Bahari, DB320                                                      | Intacte, aujourd'hui au Musée du Caire |  |  |  |  |  |  |  |  |  |  |  |  |  |  |  |
| Psousennès III ou Pasebakhaienniout III | v. 966 à 943 AEC        | Thèbes | Thèbes                                                                     | ?                                      |  |  |  |  |  |  |  |  |  |  |  |  |  |  |  |